# كارلوس مارتينيز (لاعب كرة قاعدة)
كارلوس مارتينيز (بالإنجليزية: Carlos Martínez)‏ هو لاعب كرة قاعدة أمريكي، ولد في 11 أغسطس 1965 في لا غوايرا في فنزويلا، وتوفي بنفس المكان في 24 يناير 2006 بسبب سرطان.

## وصلات خارجية
- كارلوس مارتينيز على موقع دوري كرة القاعدة الرئيسي (الإنجليزية)
- كارلوس مارتينيز على موقعبيزبول رفرنس.كوم (الدوري الرئيسي) (الإنجليزية)
- كارلوس مارتينيز على موقعبيزبول رفرنس.كوم (الدوري الثانوي) (الإنجليزية)
- كارلوس مارتينيز على موقع مشجعي الرسوم البيانية (الإنجليزية)